# Sete chefes dos magiares

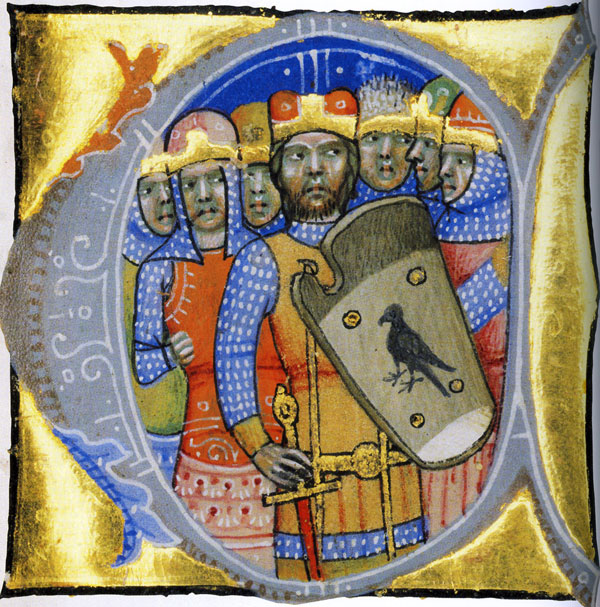
Os sete chefes das tribos magiares na Crônica Iluminada

Os chefes. Pormenor do ciclorama de Árpád Feszty, intitulado Chegada dos Húngaros

Sete chefes dos magiares é a designação mítica dos líderes das sete tribos magiares no momento da sua chegada à Planície Panónica em 895. Desde meados do século IX que as sete tribos tinham formado uma confederação (Hétmagyar, "os sete magiares") sacralizada por um pacto de sangue entre os seus chefes que implicava lealdade eterna ao seu líder, Almo.
O imperador bizantino Constantino VII nomeia na sua obra Sobre a Administração Imperial as sete tribos, descrevendo alguns aspetos da liderança mas sem indicar o nome dos seus chefes. Esta lista pode ser confrontada com a toponímia dos assentamentos húngaros. Outras listas, que indicam nomes dos "chefes" não podem ser seguidas como dado verificável, já que diferentes crónicas dão listas contraditórias.

## Segundo o cronista anónimo
Um cronista húngaro anónimo, precisamente conhecido como Anônimo ou Bele Regis Notarius e autor da Gesta Hungarorum, nomeia os sete chefes como:
- Álmos, pai de Arpades
- Előd, pai de Szabolcs
- Kend (Kond, Kund), pai de Cursanes
- Ond, pai de Ete
- Tas, pai de Lél (Lehel)
- Huba
- Tétény (Töhötöm), pai de Horka

Muito provavelmente, as personalidades nomeadas nesta lista foram reais e significativas, mas a lista, como a dos sete chefes que iniciaram a conquista da Planície Panónica, é certamente falsa. Constantino VII nomeia Tas como neto de Arpades. Os parentescos entre os primeiros líderes húngaros são motivo de debate entre os historiadores.

## Segundo Simão de Kéza
O cronista húngaro Simão de Kéza, o mais famoso cronista húngaro do século XIII, sacerdote na corte real de Ladislau IV, indica os nomes dos sete capitães que encabeçaram as sete tribos:
- Arpades, filho de Álmos, que era filho de Előd, que era filho de Ügyek
- Szabolcs
- Gilas
- Örs
- Künd, pai de Kusid e Kupian
- Lél
- Bultzus, cujo nome tem origem no que dele se diz: "o seu pai foi assassinado pelos alamanos na batalha de Crimilda", e em vingança, "bebeu o sangue de alguns, como vinho".

Esta lista, que contém mais elementos lendários, é ainda menos credível que a do cronista anónimo, já que só Arpades e Szabolcs viveram na época da conquista.